# 科羅布拱門
37°25′22″N 113°9′30″W / 37.42278°N 113.15833°W

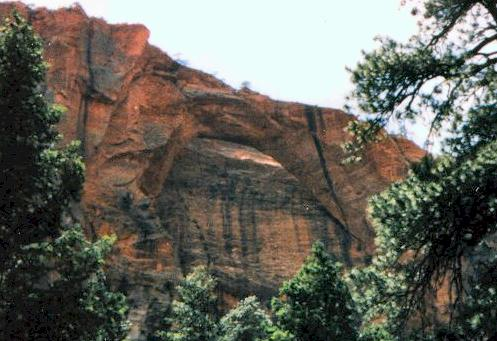
口拉卜拱門

科羅布拱門（Kolob Arch，又譯口拉卜拱門、柯洛伯拱門）是一個天然拱門，落座於美國猶他州的錫安國家公園內。
天然拱門和橋樑協會（The Natural Arch and Bridge Society）將科羅布拱門認定為世界上第二大的天然拱門。在2006年，該協會測量了拱門跨距287.4±2英尺（約87.6公尺），只是美國的拱門國家公園（Arches National Park）的景觀拱門（Landscape Arch）稍微短了一點點。不同的測量方法或定義方法會造成不同的排名的結果。
科羅布拱門可以從兩個健行的山徑到達，兩個山徑的長度都大約是7英里（11公里），來回全部則約14英里（22公里）。這個拱門也可以從冰盒峽谷（Ice Box Canyon）到達，經由一個在錫安國家公園段的橫越峽谷的路徑。
科羅布拱門的命名與當地白人移入時大部分人信仰的摩門教有關，「科羅布」一詞在摩門教經典《無價珍珠》中的《亞伯拉罕書》中出現，被摩門教徒相信是最靠近神的住所的星球。

## 外部連結
- 天然拱門和橋樑協會的文章 （页面存档备份，存于）
- 科羅布 （页面存档备份，存于）　關於科羅布拱門、科羅布峽谷和科羅布階梯的資訊。

## 註腳
1. ↑  Wilbur, Jay H.著《The Dimensions of Kolob Arch（科羅布拱門的規模）》，天然拱門和橋樑協會 （页面存档备份，存于），最後擷取日期2007年1月4日。